# Allegoria della Musica
L'Allegoria della Musica è un dipinto a olio su tela (196x187) di Dosso Dossi, databile al 1530 circa e conservato nel Museo Horne di Firenze.

## Storia
L'opera fu dipinta per la corte di Alfonso I d'Este a Ferrara e finì tra i beni di proprietà di Lucrezia d'Este quando si sposò a Francesco Maria II Della Rovere, duca di Urbino. Con la caduta di Ferrara fu requisita dal cardinale Cinzio Aldobrandini, che la portò a Roma. In seguito finì per via ereditaria ai Borghese e nei loro inventari familiari è registrata nel 1693, come opera di Giorgione. Finita sul mercato antiquario, fu acquistata da Herbert Horne a Firenze nel 1913, per duemila lire. 
Roberto Longhi assegnò l'opera alla fase matura di Dosso e più recentemente è stata ricollocata agli anni trenta, prossima al Mito di Pan del Getty Museum e al Polittico di Sant'Andrea di Ferrara. 
Fu restaurata nel 1993.

## Descrizione e stile
Su uno sfondo di nuvole bluastre si trovano quattro figure allegoriche. Da sinistra un genio porta la fiaccola dell'ispirazione a Vulcano, che sta forgiando sull'incudine le note musicali. I tre martelli sparsi nella scena alludono alle diverse sonorità, ottenute a seconda della forma e dimensione.
Al centro si trova una donna a petto scoperto, forse allegoria della Musica profana, che si appoggia alla tavola con i canoni musicali. In quello dalla forma triangolare si legge "Trinitas in Unum", allusione alla concordia degli opposti che si trova nell'unità divina. La viola abbandonata a terra indica forse la supremazia della polifonia (del canone) sulla musica strumentale. Chiude la scena una donna nuda in piedi di spalle, che forse è una personificazione della Musica sacra.